# Corrodiano
Corrodianos eram, em essência, pensionistas que viviam em mosteiros ou Conventos . Eles eram geralmente idosos leigos leigos que pagaram ou era patrocinados pela acomodação e pela alimentação pelo resto de suas vidas.   Esse pagamento podia ser em dinheiro, mas normalmente se dava através da doação de terras para a abadia em questão. Se fossem homens sem herdeiros, toda a propriedade poderia ser concedida à abadia; do contrário, poderiam "se aposentar" da administração de suas propriedades e deixar isso para seus herdeiros, mas distribuir uma parte que não era obrigatória para a abadia. 
Essa era uma maneira das abadias obterem renda, especialmente em seus últimos dias na Inglaterra, quando seus números estavam em declínio, de modo que tinham espaço para acomodar os pensionistas e menos dinheiro vindo de novos entrantes para as ordens. 